# Староачхоевское военное укрепление
Староачхоевское военное укрепление — располагалось на левом фланге Кавказской укрепленной линии, входило в состав так называемой «передовой Чеченской линии». Было заложено российскими войсками в 1846 году, недалеко от селения Старый Ачхой, на берегу реки Ачху.

## История
В период Кавказкой войны с назначением Воронцова главнокомандующим российскими войсками, рубка лесных просек и строительство укреплений в Чечне значительно ускорились. Зимой 1845—1846 годах была прорублена просека вдоль подошвы Чёрных гор, от укрепления Воздвиженской в Малую Чечню.
21 июля 1846 года была основана крепость Ачхой на реке Марта (Фортанга), генерал-майором Лабынцевым при участии наместника на Кавказе Воронцова. В 1847 году проведена дорога от укрепления Воздвиженской до крепости Ачхой. Перед редутом «Ачхой» были выдвинуты два укрепления: «Газиюртовское» выше по руслу реки Фортанги с уклоном вправо, и «Староачхоевское» в верховьях реки Ачху, на её правом берегу.
7 ноября 1850 года Цесаревич Александр Николаевич принимает участие в стычке с чеченцами у реки Рошня, при следовании из укрепления Воздвиженское в редут Ачхой, за что был награждён орденом Святого Георгия 4-й степени.

## Описание
Староачхоевское военное укрепление находится на территории Ачхой-Мартановского района.
В 200 метрах к югу от кладбища Старого Ачхоя (чечен. '1ашхой кешнаш) расположено старое военное укрепление, ныне заросшее лесом и кустарником. Военная крепость типа форта имеет форму квадрата по сторонам около 70 метров и окружена земляным валом: изнутри высотой до двух метров, а с внешней стороны с покатым и достаточно глубоким скатом. Вероятно, во время возведения крепости вокруг неё был и ров. По двум углам земляных насыпей устроены бастионы для орудий, обращённые в сторону Чёрных гор, Старого Ачхоя, и ущелья Ниттах Къеж. Судя по местоположению и назначению огневой позиции, военная крепость была выстроена для обороны со стороны Чёрных гор. По трём другим сторонам и на валу между орудиями могла располагаться пехота и отбивать нападение противника из ружей. В центральной части вала с северной стороны расчищено пространство, по всей видимости, для ворот.
Староачхоевское укрепление сохранилось хорошо, вероятно, благодаря тому, что оно прикрыто густым лесом. К тому же, вплоть до 1914 года оно активно использовалось как стационарное защитное укрепление или пост. В нескольких местах крепостных валов сохранились ниши для установки станковых пулемётов.

## Галерея

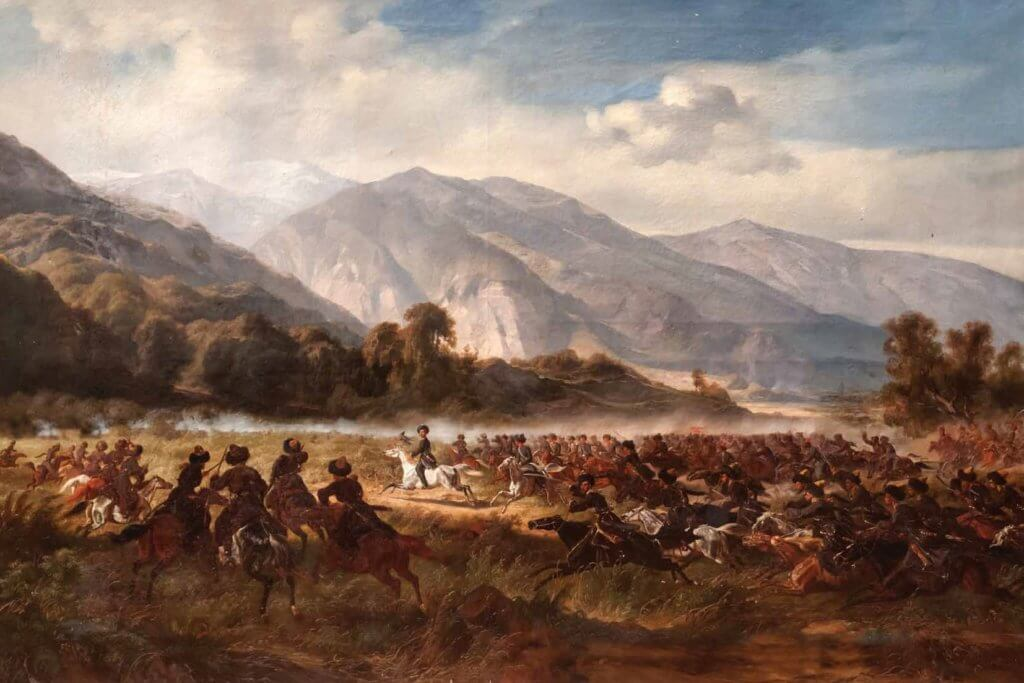
Император Александр II со свитой во время путешествия по Кавказу 1850 г. Худ. Фредерик Фриш.
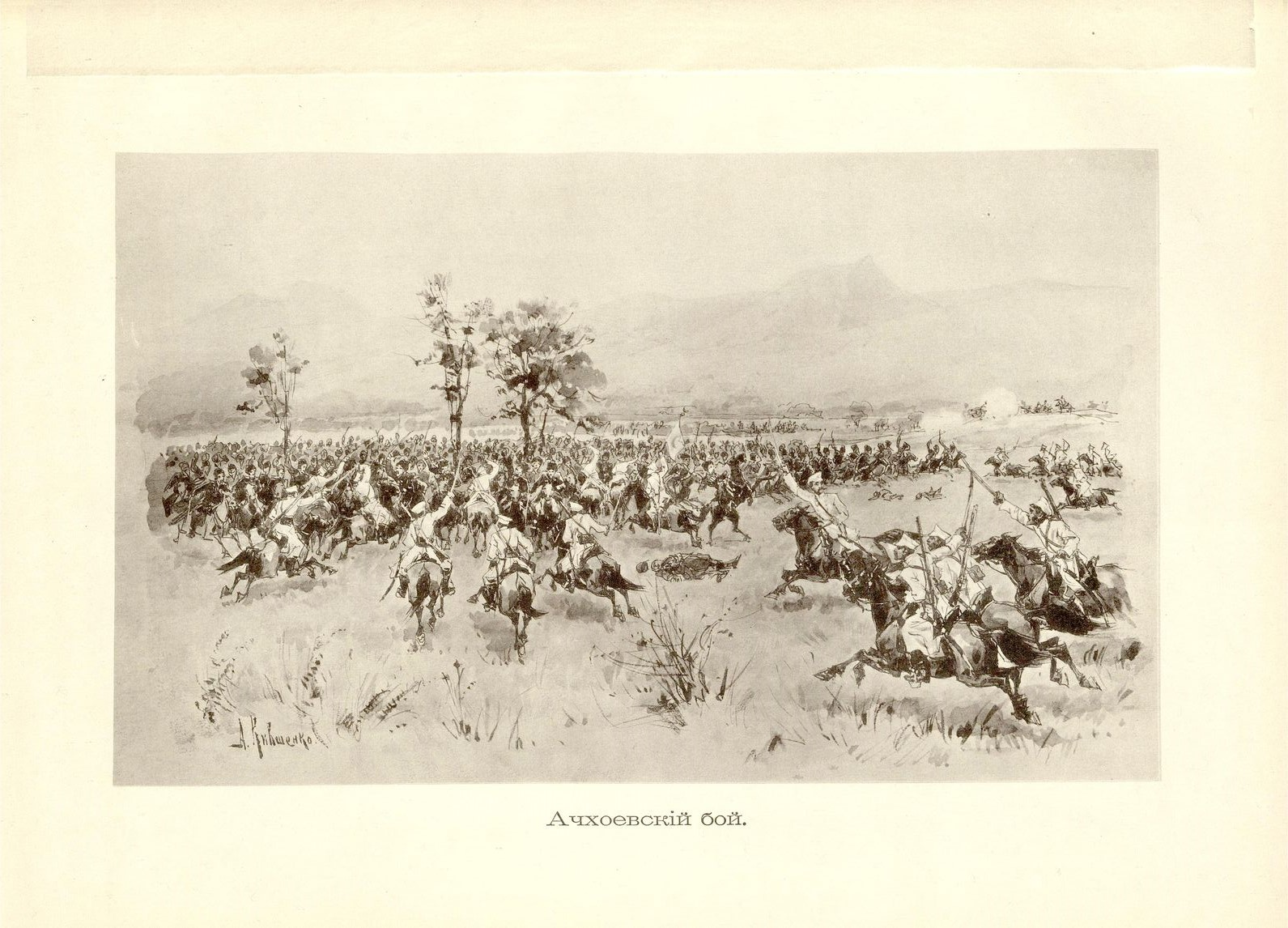
Ачхоевский бой (1858)